# Atto paritetico
L'atto paritetico è un tipo di atto dell'ordinamento giuridico italiano. Tale negozio giuridico viene adottato dalla pubblica amministrazione nella veste di soggetto privato.

## Qualificazione
Tale atto non può essere ricompreso, in senso stretto, tra i provvedimenti amministrativi ma si colloca - secondo la dottrina maggioritaria (Caringella) - tra gli "atti amministrativi non provvedimentali": infatti, in tale ambito, la pubblica amministrazione non esercita un potere di supremazia nei confronti di un privato, bensì utilizza strumenti del diritto civile che la pongono sullo stesso piano della controparte.
La distinzione tra atti amministrativi paritetici e atti amministrativi autoritativi risale alla giurisprudenza del Consiglio di Stato (V Sez. 1/12/1939 n. 795) del 1939 , ma secondo un altro orientamento dottrinale, la distinzione tra atto autoritativo e atto paritetico ricadrebbe sul fatto che questi ultimi vengono adottati per regolare ambiti che ricadono nei diritti soggettivi.

## Riferimenti normativi
- Codice Civile